# Far East Club Band (アルバム)
『Far East Club Band』（ファー・イースト・クラブ・バンド）はFar East Club Band1作目のオリジナル・アルバム。規格品番はFHCL-2017。

## 解説
1990年に結成された小田和正のバックバンド、Far East Club Bandによる初のアルバム。小田の新作アルバム『個人主義』と同日発売された。
メンバー全員の書き下ろしによるオリジナル楽曲とオフコースの楽曲「たそがれ」のFar East Club Bandヴァージョンを収録した全13曲。

## アートワーク
ジャケット写真は、Far East Club Bandのロゴ入りのマグカップの写真が表面・裏面とも掲載されている。

## 収録曲
全編曲：Far East Club Band
1. 春になれば　5分11秒
作曲：小田和正
2. Death Match　4分27秒
作曲：稲葉政裕
3. 空　4分28秒
作曲：栗尾直樹
4. 冬のひまわり　4分17秒
作曲：山内薫
5. たそがれ　4分06秒
作曲：小田和正
6. 海　4分17秒
作曲：栗尾直樹
7. Welcome to the “Navila World”　1分27秒
作詞・作曲：Far East Club Band
8. QUIET -静寂の宮殿-　4分29秒
作曲：木村万作
9. Life Time　3分32秒
作曲：稲葉政裕　ボーカル：山本潤子
10. 月の誘惑　3分45秒
作曲：園山光博
11. 望郷帝王　3分47秒
作曲：園山光博
12. STARSHINE -夜空の想い-　5分43秒
作曲：木村万作　ボーカル：山本潤子
13. SAKURA　4分43秒
作曲：山内薫

## 参加ミュージシャン
- 園山光博（サックス）
- 木村万作（ドラムス）
- 栗尾直樹（キーボード）
- 山内薫（ベース）
- 稲葉政裕（ギター）
- 小田和正
- 山本潤子（ボーカル：M-9、M-12）